# Paul Aulagnier
Paul Aulagnier IBP (ur. 25 maja 1943, zm. 6 maja 2021) – francuski ksiądz, członek i założyciel Instytutu Dobrego Pasterza, w przeszłości członek Bractwa Świętego Piusa X.

## Życiorys
W 1964, po studiach w Uniwersytecie Clermont-Ferrand, wstąpił do Francuskiego Seminarium w Rzymie. W czasie II Soboru Watykańskiego poznał abpa Marcela Lefebvre'a, późniejszego założyciela Bractwa Świętego Piusa X. Studia teologiczne dokończył we Fryburgu. Był członkiem Bractwa Świętego Piusa X od początku jego istnienia. Według wielu był prawą ręką, a także przyjacielem Marcela Lefebvre'a. W latach 1976–1994 pełnił w nim funkcje przełożonego dystryktu francuskiego. Spór między nim a Przełożonym Generalnym Bractwa powstał w momencie pojednania się bp Fernando Rifana z Rzymem. Aulagnier oceniał je pozytywnie, a bp Bernard Fellay negatywnie. W 2003 został usunięty z szeregów Bractwa.
8 września 2006 Rzym powołał Instytut Dobrego Pasterza, którego Aulagnier został członkiem.